# أرسكين هاميلتون تشايلدرز
أرسكين تشايلدرز هاميلتون (بالإنجليزية: Erskine Hamilton Childers)‏ (و. 1905 – 1974 م) هو سياسي من جمهورية أيرلندا ولد في لندن.
تولى منصب رؤساء أيرلندا (1973-06-25–1974-11-17).

## التعليم
تعلم في جامعة كامبريدج، وكلية الثالوث، كامبريدج.

## روابط خارجية
- أرسكين تشايلدرز هاميلتون على موقع الموسوعة البريطانية (الإنجليزية)
- أرسكين تشايلدرز هاميلتون على موقع مونزينجر (الألمانية)